# Wyndham Hotels & Resorts
Wyndham Hotels & Resorts, Inc. — американская гостиничная компания, базирующаяся в Парсиппани, штат Нью-Джерси, США. Крупнейшая в мире отельная сеть по количеству гостиниц среди негосударственных компаний. Включает в себя около 9300 отелей, работающих под 25 брендами в 95 странах.

## История
Компания была создана в 1981 году в Далласе (Техас) Траммеллом Кроу, президентом компании Trammell Crow Company. Компания была названа в честь подруги Кроу Уиндем Робертсон, которая написала о нём статью для делового журнала Fortune.
В 1998 году её приобрела компания Patriot American Hospitality, позже переименованная в Wyndham International. В 2005 году Wyndham International купила компания Blackstone. В том же году сеть выкупила компания Cendant.
В 2006 году Cendant была разделена на четыре компании, по видам деятельности. Одна из них получила название Wyndham Worldwide и занималась гостиничным бизнесом и таймшерами. Подразделение Wyndham Worldwide, занимавшееся гостиницами, получило название Wyndham Hotel Group.
В апреле 2018 года компания начала ребрендинг большинства своих брендов, включив в него название Wyndham, например, Days Inn by Wyndham, Ramada by Wyndham и Super 8 by Wyndham.
В том же году компания Wyndham Worldwide разделила свой бизнес на две компании. Одна занялась таймшерами, получив название Travel + Leisure, другая под названием Wyndham Hotels & Resorts занялась исключительно гостиничным бизнесом и работает под этим названием до сих пор.

## Финансовые показатели
В первом квартале 2024 года чистый доход от операционной деятельности составил $76 млн. Номерной фонд сети увеличился на 13 000 единиц в годовом исчислении (по сравнению с аналогичным периодом 2023 года). Количество номеров, находящихся в стадии строительства, выросло на 8 % в годовом исчислении — до 243 тысяч. Также на 8 % выросло количество контрактов на новое строительство (+171).
За 2 квартал 2023 года доход Wyndham Hotels & Resorts составил рекордные $ 949 млн. В 2022 году за аналогичный период доход составил $386 млн.
За 2022 год доход компании Wyndham составил $1 млрд 555 млн, а прибыль — $661 млн.
В 2021 году доход составил $1 млрд 245 млн, а прибыль — $880 млн.
До пандемии, в 2019 году, доход составил $2 млрд 53 млн, а прибыль — $982 млн.
В 2018 году доход составил $1 млрд 868 млн, а прибыль — $888 млн.
Программа лояльности отельной сети охватывает 108 млн участников (которые останавливаются в отелях Wyndham Hotels & Resorts не менее двух раз в год).

## В России и СНГ
В 2009 году в Екатеринбурге под брендом Ramada был построен первый в России отель сети Wyndham Hotels & Resorts — Ramada by Wyndham Yekaterinburg.
Из 25 брендов компании Wyndham Hotels & Resorts в России до сих пор присутствует только один — Ramada. Но еще в декабре 2016 года в компании заявили о появлении в будущем в России гостиниц под брендом Super 8.
Тогда же компания объявила о том, что за предыдущие три года среди гостиничных операторов, действующих в России, Wyndham с восьмой позиции передвинулся на пятую, а в ближайшие два-три года планирует войти в тройку лидеров отрасли.
В 2022 году компания Wyndham Hotels & Resorts не присоединилась к международным гостиничным брендам, которые ушли с российского рынка.
Кроме Ramada в странах СНГ представлены такие бренды компании как Dolce, Wyndham, Days Inn, Super 8, TRYP. География присутствия Wyndham Hotels & Resorts: Россия, Казахстан, Узбекистан, Кыргызстан, Грузия, Армения, Украина, Азербайджан, Беларусь.
Бренд высшей категории в коллекции компании — Wyndham Grand. Таких отелей всего 78 в мире. На постсоветском пространстве этот бренд c 2018 года представлен только в столице Грузии Тбилиси. В Батуми в стадии строительства находится второй объект под брендом Wyndham Grand в СНГ — комплекс Wyndham Grand Batumi Gonio из четырех отелей с первыми в Грузии сервисами all inclusive.

## Бренды
Wyndham Hotels & Resorts включает 25 брендов, разделенных на шесть категорий:
Distinctive
- Wyndham Grand
- Registry

Upscale
- Dolce Hotels and Resorts
- Wyndham

Lifestyle
- TRYP
- Esplendor Boutique Hotels
- Dazzler
- Trademark Collection
- Vienna House
- Wyndham Alltra
- WaterWalk Extended Stay by Wyndham

Midscale
- La Quinta Inns & Suites
- Wingate
- Wyndham Garden
- AmericInn
- Ramada
- Ramada Encore
- Baymont

Economy
- Microtel Inn & Suites
- Days Inn
- Super 8
- Howard Johnson
- Travelodge

Extended Stay
- Hawthorn Suites
- Echo Suites